# Operacja Tonga
Operacja Tonga – kryptonim operacji powietrznodesantowej przeprowadzonej przez brytyjską 6 Dywizję Powietrznodesantową w dniach 5–7 czerwca 1944 r. w ramach lądowania w Normandii podczas II wojny światowej.
Spadochroniarze i oddziały piechoty szybowcowej dywizji, dowodzone przez gen. Richarda Nelsona Gale’a, wylądowali na wschodniej flance obszaru inwazji, niedaleko miasta Caen, mając do osiągnięcia szereg celów. Ich zadaniem było przejęcie dwóch strategicznie ważnych mostów nad Kanałem Caen i rzeką Orne, które miały zostać wykorzystane przez alianckie siły lądowe, aby posunąć się naprzód po lądowaniu z morza, zniszczyć kilka innych mostów, aby uniemożliwić ich użycie przez Niemców i zabezpieczyć kilka ważnych miejscowości. 6 Dywizji Powietrznodesantowej przydzielono także zadanie zniszczenia baterii artylerii nadbrzeżnej w Merville, która według alianckiego wywiadu zawierała wiele ciężkich dział, których zasięg obejmował najbliższą plażę inwazyjną (o kryptonimie Sword) i mogły one spowodować ciężkie straty wśród lądujących na niej oddziałów brytyjskich. Osiągnąwszy te cele, dywizja miała następnie stworzyć i zabezpieczyć przyczółek skupiony wokół zdobytych mostów, dopóki nie połączą się one z postępującymi siłami lądowymi aliantów.
Dywizja ucierpiała w czasie zrzutów z powodu złej pogody i błędów w nawigacji, co spowodowało, że wielu żołnierzy wylądowało daleko od ustalonych stref zrzutu, ponosząc wiele ofiar i znacznie utrudniając przeprowadzenie operacji. W szczególności 9. batalion spadochronowy, któremu przydzielono zadanie zniszczenia baterii artyleryjskiej w Merville, był w stanie zebrać tylko ułamek swojej siły, zanim w ostatniej chwili podjął atak, w wyniku czego osłabiona jednostka poniosła ciężkie straty. Jednak bateria została pomyślnie zaatakowana, a jej działa uciszone. Pozostałe cele dywizji również zostały osiągnięte pomimo napotkanych problemów.
Niewielki oddział wojsk szybowcowych z 2. batalionu Pułku Lekkiej Piechoty Oxfordshire and Buckinghamshire zabezpieczył dwa mosty nad Kanałem Caen i rzeką Orne podczas operacji Deadstick. Pozostałe mosty w okolicy zostały zniszczone przez dywizję, a wiele wsi wyzwolono już w dniu inwazji. Dywizja utworzyła przyczółek i skutecznie odpierała liczne niemieckie kontrataki, dopóki alianckie siły lądowe z plaż inwazyjnych nie osiągnęły swoich pozycji. Działania dywizji poważnie ograniczyły zdolność niemieckich obrońców do komunikowania się i organizowania obrony, dzięki czemu żołnierze z desantu morskiego nie zostali zaatakowani w ciągu pierwszych kilku godzin po wylądowaniu, kiedy byli najbardziej podatni na uderzenie nieprzyjaciela.

## Tło sytuacyjne

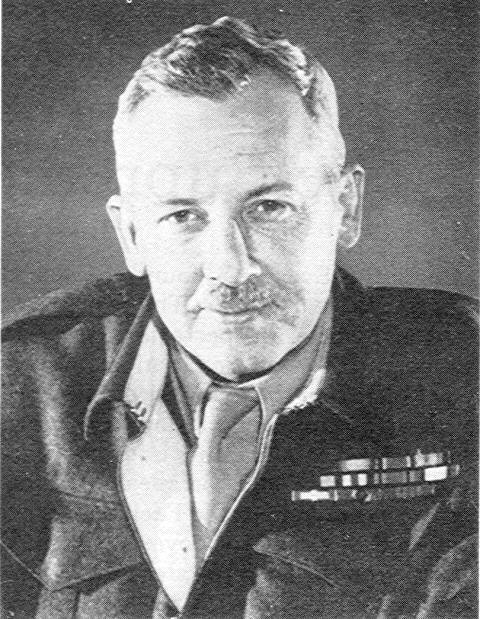
Gen. Frederick E. Morgan, planista operacji Overlord

Genezą operacji Tonga było planowanie większej operacji Overlord, alianckiego planu inwazji i wyzwolenia okupowanej przez Niemców Francji. Projektowanie planu inwazji rozpoczęło się w maju 1943 r., kiedy prezydent Stanów Zjednoczonych Franklin Delano Roosevelt i premier Wielkiej Brytanii Winston Churchill spotkali się podczas konferencji w Waszyngtonie. Dwaj przywódcy zdecydowali, że wszystkie dostępne siły alianckie powinny zostać skoncentrowane w Wielkiej Brytanii i że należy rozpocząć planowanie inwazji na północno-zachodnią Europę. Ustalono tymczasową datę uderzenia na maj 1944 r. i nadano mu kryptonim Overlord. Wspólny anglo-amerykański personel planistyczny został przekazany pod dowództwo gen. Fredericka E. Morgana, któremu nadano tytuł szefa sztabu Supreme Allied Commander (COSSAC).
Już wczesne projekty operacji Overlord zakładały zaangażowanie sił powietrznodesantowych do wspierania oddziałów lądowych i ochrony ich stref desantu. Na przykład pomysł operacji Skyscraper zawierał koncept rozmieszczenia dwóch dywizji powietrznodesantowych na tyłach wroga w celu wsparcia desantu na plażach, który wykonać miało pięć dywizji piechoty. Jedna dywizja powietrznodesantowa wylądowałaby w pobliżu Caen, a druga na wschodnim wybrzeżu półwyspu Cotentin. „Plan C”, ambitna propozycja gen. George’a Marshalla, wymagałaby z kolei dużego desantu z powietrza nad Sekwaną, mającego na celu zredukowanie sił niemieckich o połowę podczas samego dnia inwazji. Morgan i jego personel w końcu zdecydowali, że inwazja powinna się odbyć wzdłuż trzydziestokilometrowego odcinka frontu od rzeki Orne na zachód. Ostateczny plan zakładał wykorzystanie trzech dywizji w pierwszym ataku, z siłami powietrznodesantowymi zrzuconymi wcześniej w okolicach Caen, aby zabezpieczyły lądowanie sił desantu morskiego i utrzymały teren do czasu przebicia się sił lądowych przez niemiecką obronę z plaży Sword do miasta Cean.
Po mianowaniu gen. Bernarda Montgomery’ego na dowódcę 21 Grupy Armii i dowódcę wszystkich sił lądowych na potrzeby planowanej inwazji, plan przeszedł szereg dalszych zmian. 21 stycznia 1944 r. zmodyfikowany plan operacji Overlord został przedstawiony gen. Dwightowi D. Eisenhowerowi, który został wybrany na Naczelnego Dowódcę Alianckich Sił Ekspedycyjnych. Plan Montgomery’ego poszerzył obszar lądowania o całą linię brzegową pomiędzy rzeką Orne, a wschodnim wybrzeżem półwyspu Cotentin; pięć dywizji miało wylądować na plażach i miało być wspieranych przez trzy dywizje powietrznodesantowe, które miały wylądować po obu stronach strefy desantu morskiego, zabezpieczyć flanki i chronić żołnierzy na plażach przed niemieckim kontratakiem. Brytyjskie siły powietrznodesantowe zostały przydzielone do wschodniej flanki, a amerykańskie do zachodniej.

## Preludium

### Brytyjskie przygotowania
6 Dywizja Powietrznodesantowa pod dowództwem gen. Richarda Gale’a została wybrana do przeprowadzenia operacji powietrznodesantowych na wschodniej flance obszaru inwazji. Dywizja była świeża, została sformowana w kwietniu 1943 r., a operacja Overlord miała być jej chrztem bojowym. Przydział został ogólnie ustanowiony na poziomie dywizyjnym, bez precyzowania szczegółowych operacji, dlatego toczyła się debata na temat tego, jakie zadania jednostka ta miałaby realizować w Normandii.

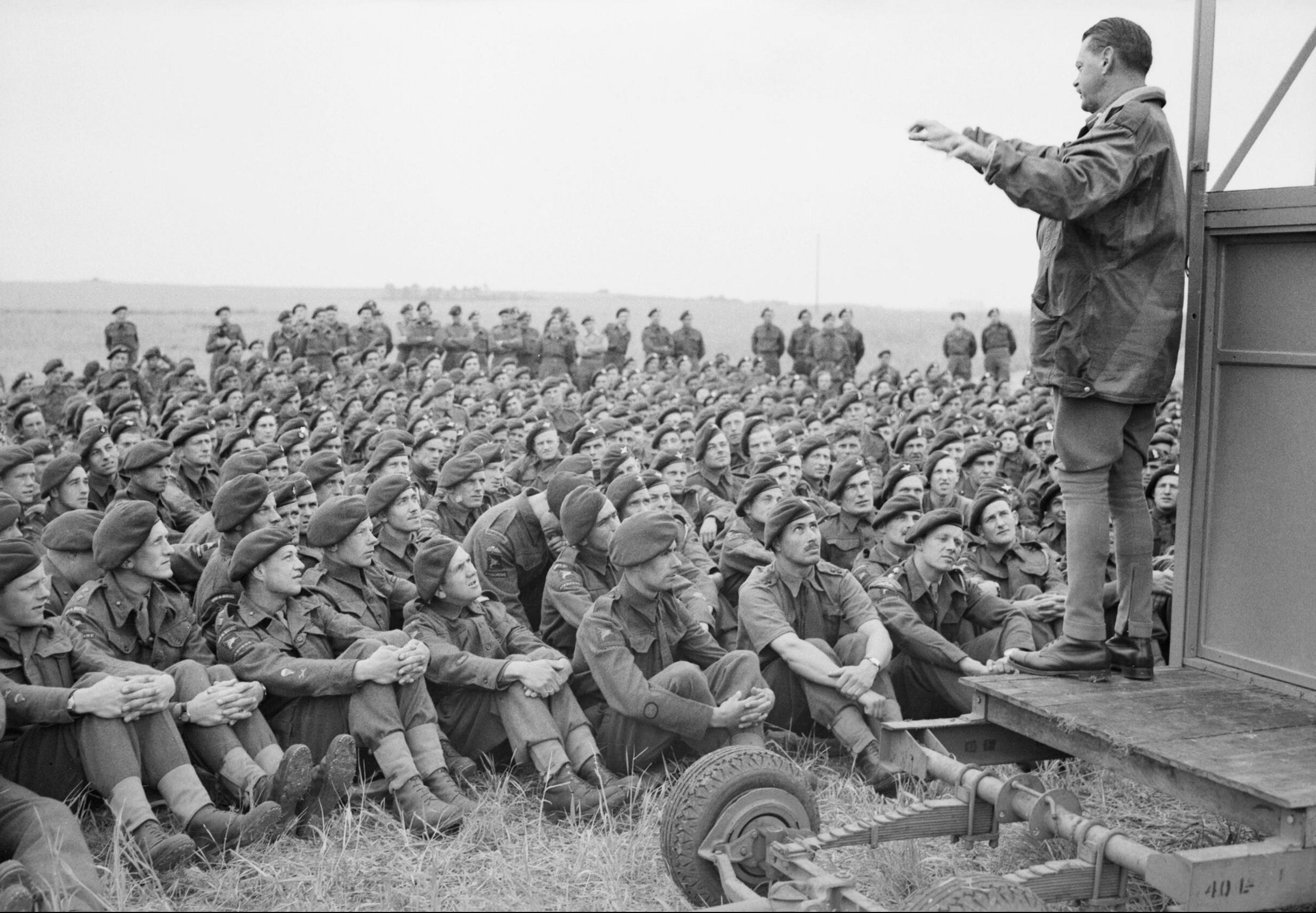
Gen. Richard Gale, dowódca 6 Dywizji Powietrznodesantowej, przemawia do swoich ludzi, 4 lub 5 czerwca 1944 r.

Jeszcze w styczniu 1944 r. gen. Gale zauważył, że „jak dotąd nie otrzymał żadnych wskazówek do określonego zadania powietrznodesantowego” swojej jednostki i nadal pozostawiał wszystkie opcje otwarte, odzwierciedlając trwające na poziomie strategicznym dyskusje na temat szerszego planu inwazji. 17 lutego 1944 r. dowódca wszystkich brytyjskich sił powietrznodesantowych gen. Frederick Browning przybył do kwatery głównej 6 Dywizji Powietrznodesantowej, aby poinformować Gale’a o tym, co dywizja ma zrobić podczas inwazji; przedstawił plan ich działań pod kryptonimem operacja Tonga. Pierwotny plan dla tej operacji nie obejmował całej dywizji, zamiast tego wymagał użycia tylko pojedynczej brygady spadochronowej i baterii artylerii przeciwpancernej, które miały zostać dołączone do brytyjskiej 3 Dywizji Piechoty. Ta siła miałaby za zadanie przejąć mosty nad Kanałem Caen i rzeką Orne w pobliżu miast Bénouville i Ranville. Gen. Gale sprzeciwił się tak małej operacji, argumentując, że pojedyncza brygada nie byłaby w stanie osiągnąć tych celów przy tak ograniczonych zasobach ludzkich i poprosił o użycie całej dywizji. Po konsultacji ze swoimi przełożonymi, gen. Browning przystał na tę prośbę i nakazał Gale’owi rozpoczęcie planowania operacji.
Dywizji przydzielono trzy konkretne zadania do wykonania w ramach operacji Tonga, oprócz ochrony wschodniej flanki lądujących na plażach sił alianckich i przejęcia kontroli nad obszarami o strategicznym znaczeniu na wschód od Caen. Po pierwsze, jednostka miała uchwycić nietknięte dwa mosty nad Kanałem Caen i rzeką Orne w Bénouville oraz Ranville. Mosty byłyby później bronione przed kontratakami. Gale wiedział, że zdobycie mostów będzie miało kluczowe znaczenie dla zaopatrzenia i wzmocnienia jego dywizji, ale nie wiedział, że mosty nie były w stanie utrzymać masy czołgu. Po drugie, dywizja miała zniszczyć silnie ufortyfikowaną baterię artylerii nadbrzeżnej w Merville-Plage, aby nie mogła ona ostrzelać sił brytyjskich lądujących na plaży Sword. Trzecia misja polegała na zniszczeniu kilku mostów, które rozciągały się nad rzekami w pobliżu miejscowości Varaville, Robehomme, Bures i Troarn. Dywizja utrzymywałaby wówczas zajęte przez nią terytorium, do momentu odciążenia przez brytyjskie siły lądowe przemieszczające się od strony plaży.

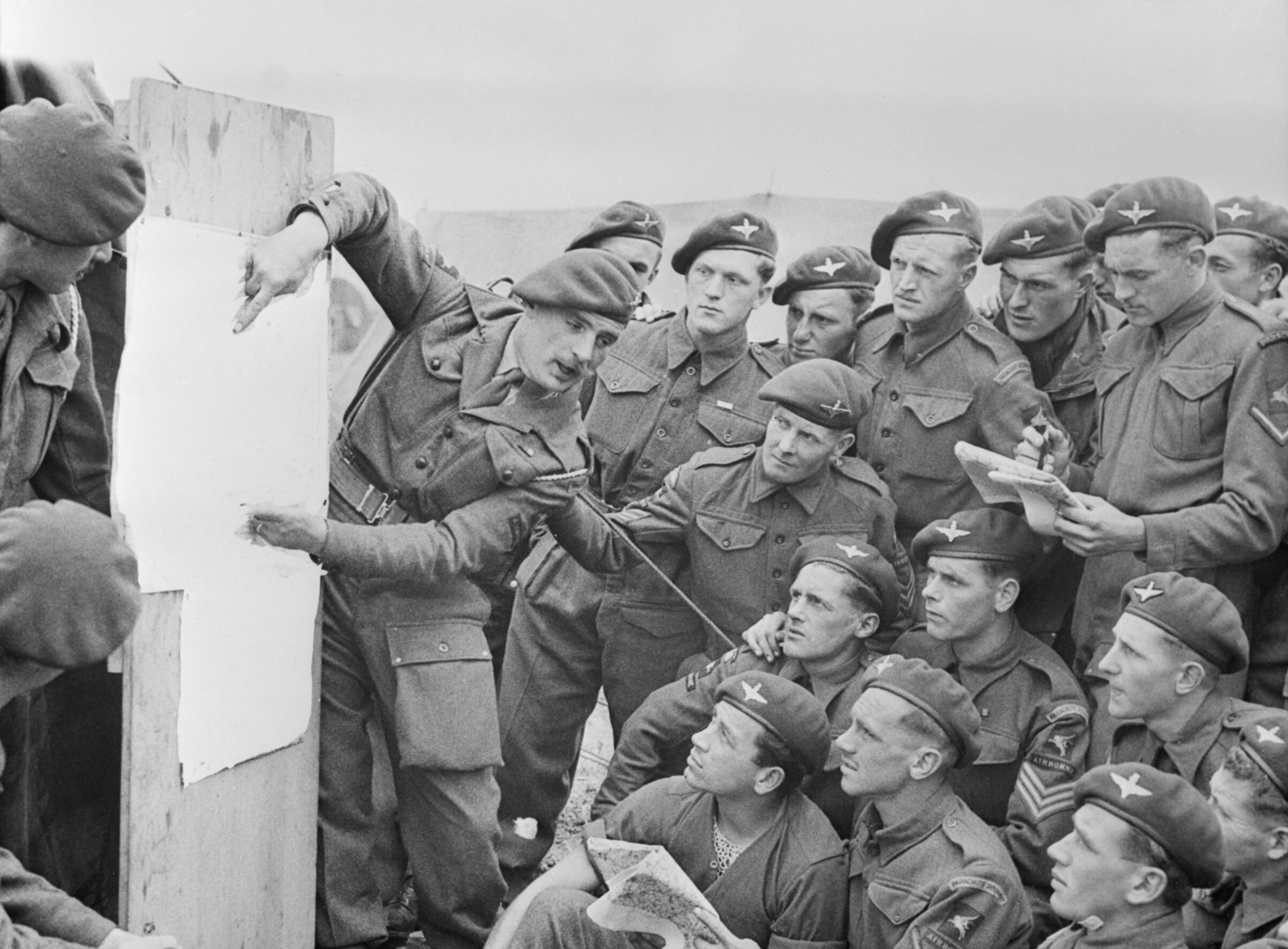
Żołnierze 22. samodzielnej kompanii spadochronowej są informowani o celach operacji Tonga

Szczegółowe planowanie operacji Tonga rozpoczęło się w lutym, poczynając od liczby samolotów transportowych przypisanych do operacji, która była szybko zwiększana, aby pomieścić całą dywizję. Do operacji przewidziano dwie grupy powietrzne Royal Air Force (RAF). Piloci i załogi samolotów transportowych rozpoczęli następnie szkolenie przygotowawcze w formacji i specjalistyczne szkolenie załóg lotniczych, aby upewnić się, że spełniają wymagania dotyczące tej operacji. 6 Dywizja Powietrznodesantowa przeprowadziła kilka ćwiczeń lądowania z powietrza na dużą skalę, wykorzystując je do znalezienia najskuteczniejszego sposobu rozmieszczenia grupy w sile brygady na jednej lub kilku strefach lądowania. 6 lutego 3 Brygada Spadochronowa podjęła manewry, podczas których została zrzucona przez 98 samolotów transportowych. Pod koniec marca w ćwiczeniach Bizz II użyto 284 samolotów, w których całą dywizję zrzucono na spadochronach lub desantowano przy użyciu szybowców. Wreszcie, od 21 do 26 kwietnia, w ćwiczeniach Mush wykorzystano ok. 700 maszyn do desantowania brytyjskiej 1 Dywizji Powietrznodesantowej oraz polskiej 1 Samodzielnej Brygady Spadochronowej przeciwko 6 Dywizji Powietrznodesantowej (która poruszała się pieszo, odgrywając rolę sił nieprzyjaciela), w pierwszej symulacji pełnej operacji powietrznodesantowej.
W miarę zbliżania się terminu operacji, szkolenie stawało się coraz bardziej intensywne. Jednostki szybowcowe codziennie spędzały godziny w powietrzu krążąc po lotniskach, ćwicząc manewry wymagane do lądowania przy mostach nad rzeką Orne i Kanałem Caen, rzeką Dives i baterią Merville. Gdy piloci przećwiczyli to wystarczająco wiele razy w ciągu dnia, zostali skierowani na operacje nocne. Na lądowiskach używanych przez dywizję wzniesiono dziesiątki słupów podobnych do tych w Normandii, a jednostki saperskie sprawdziły, jak szybko potrafią zniszczyć te przeszkody. Batalion wyznaczony do zneutralizowania baterii w Merville spędził dwa tygodnie w specjalnym obozie, gdzie zbudował replikę baterii i przeprowadził kilka prób ataku na nią. Z kolei siły przypisane operacji Deadstick, czyli przechwycenia mostów nad rzeką Orne i Kanałem Caen zostały przeniesione do Exeter. Tam żołnierze przeprowadzali intensywne ćwiczenia wokół rzeki Exe i pobliskiego kanału, który imitował ich prawdziwy cel. Piloci szybowców i samolotów transportowych byli również stale zapoznawani z tysiącami map i fotografii stref lądowania i okolic, a także dziesiątkami modeli stref zrzutu i głównych celów, takich jak mosty, czy bateria Merville. Na podstawie zdjęć z rozpoznania powietrznego wykonano kolorowy film, który odtwarzany z prawidłową prędkością i wysokością nad modelami w skali, realistycznie symulował ścieżki, którymi pilot będzie podążać w kierunku stref lądowania.

### Przygotowania niemieckie

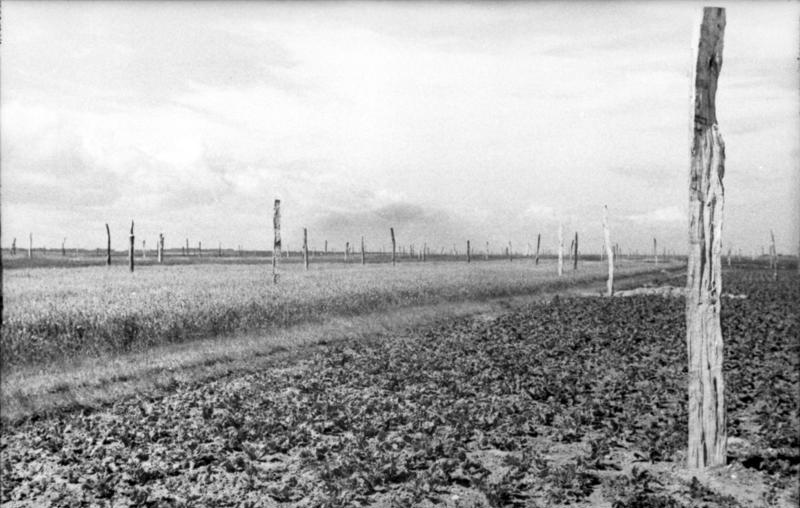
Szparagi Rommla, przeszkody służące do niszczenia lądujących szybowców i ranienia ich pasażerów

6 Dywizji Powietrznodesantowej mogły się przeciwstawić formacje armii niemieckiej stacjonujące w okolicach Caen i rzeki Orne. Do czerwca 1944 r. składały się one z 709 i 716 Dywizji Piechoty; obie były formacjami okupacyjnymi, których siłę ludzką tworzyli żołnierze o niskiej kategorii medycznej, przymusowo wcieleni na obszarze ZSRR lub Europy Środkowej. Obie dywizje były wyposażone w różnorodne, zdobyczne działa przeciwpancerne i artylerię, a także niewielką liczbę czołgów niemieckich i francuskich oraz działa samobieżne. Żadna z tych jednostek nie została oceniona jako poważny przeciwnik, a wywiad aliancki oceniał je na 40 proc. wydajności w porównaniu z liniowymi dywizjami niemieckiej piechoty w obronie i 15 proc. w ataku. Wywiad wskazał również, że w okolicy znajdowały się dwie kompanie pancerne, podobnie jak szereg formacji piechoty utworzonych ad hoc ze słuchaczy jednostek szkoleniowych. W pobliżu Caen, jako wsparcie dla dywizji okupacyjnych, stacjonowała 21 Dywizja Pancerna. 125 Pułk Grenadierów Pancernych kwaterował w Vimont, na wschód od Caen, a 2. batalion 192 Pułku Grenadierów Pancernych, znajdował się w Cairon na zachód od Kanału Caen i mostów na rzece Orne. Chociaż była to nowa formacja, wyposażona w asortyment starszych czołgów i innych pojazdów pancernych, to jej rdzeń stanowili weterani Afrika Korps. Dalej znajdowała się Dywizja Panzer Lehr, z siedzibą w Chartres, niecały dzień marszu od tego obszaru. Zagrożeniem dla sił powietrznodesantowych była także 12 Dywizja Pancerna SS „Hitlerjugend”, z kwaterą w Lisieux, co do której uważano, że może ona przybyć w rejon lądowania w ciągu 12 godzin. Dywizja posiadała dużą liczbę czołgów i dział samobieżnych, w tym Pantery.
Na rozkaz feldmarsz. Erwina Rommla siły niemieckie zbudowały wiele statycznych pozycji obronnych i przeszkód. Rommel został mianowany Generalnym Inspektorem Obrony Wybrzeża i dowódcą Grupy Armii B w listopadzie 1943 r. z rozkazu Adolfa Hitlera. Po przybyciu do Normandii, Rommel ocenił istniejące systemy obronne w regionie i natychmiast rozpoczął prace nad ich poprawą, szczególnie tych położonych w głębi lądu, ponieważ uważał, że nie więcej niż 30 proc. niemieckiej obrony jest należycie przygotowana. Podjęto środki, takie jak podłożenie dużej liczby min w celu utworzenia pól minowych, a także wzniesienia tak zwanych szparagów Rommla, systemu połączonych drutem masztów o wysokości do dwóch metrów, z których wiele było splecionych z minami lub innymi pułapkami mającymi na celu niszczenie szybowców oraz zabijanie lub ranienie przenoszonych przez nie oddziałów powietrznodesantowych. Rommel zauważył w swoim dzienniku, po inspekcji jednego z obszarów, że dywizja umieściła w ziemi ponad 300 tys. pali, aby powstrzymać lądowania z powietrza, a cały korpus wbił ich ponad 900 tys. Bateria artyleryjska w Merville była szczególnie silnie ufortyfikowana. Od plaży chroniło ją ok. trzydziestu bunkrów, a także stanowisko obserwacyjne, a sama bateria zawierała bunkier ze stanowiskiem dowodzenia baterią, dwoma blokhauzami, lekkim działkiem przeciwlotniczym i czterema kazamatami działowymi mogącymi pomieścić artylerię o kalibrze do 150 mm. Cała bateria zajmowała obszar o średnicy około 400 metrów i była otoczona wewnętrznym obwodem drutu kolczastego, polem minowym oraz zewnętrznym obwodem drutu kolczastego, a także rowem przeciwczołgowym.

## Bitwa

### Start

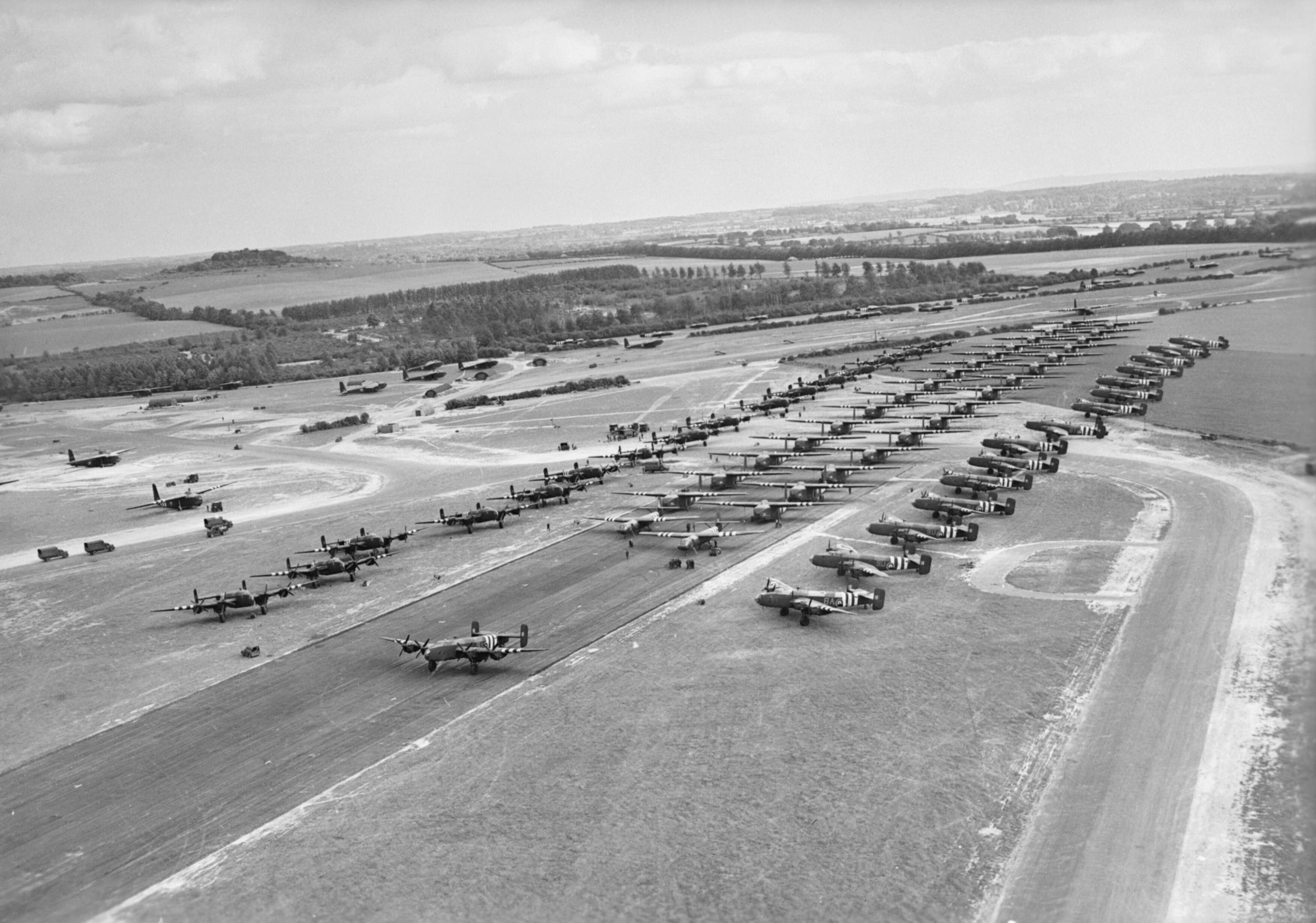
Bombowce Handley Page Halifax służące jako holowniki szybowców wraz z szybowcami Horsa i Hamilcar czekają na lotnisku RAF Tarrant Rushton na wylot do Normandii

Operacja Tonga rozpoczęła się 5 czerwca o godz. 22:56, kiedy sześć ciężkich bombowców Handley Page Halifax wystartowało z lotniska RAF Tarrant Rushton holując sześć szybowców Horsa przenoszących siły przeznaczone do wykonania operacji Deadstick; składały się one z kompanii D, 2. batalionu Pułku Lekkiej Piechoty Oxfordshire and Buckinghamshire (część 6 Brygady Spadochronowej, ale dołączonej do 5 Brygady Spadochronowej na wczesnym etapie inwazji) wzmocnionej dwoma dodatkowymi plutonami z kompanii B i grupą saperów z Royal Engineers pod dowództwem mjr. Johna Howarda, których zadaniem było zdobycie mostów nad Kanałem Caen i rzeką Orne. Kilka minut później, między 23:00 a 23:20, wystartowało sześć transportowców Armstrong Whitworth Albemarle przenoszących Pathfinders z 22. samodzielnej kompanii spadochronowej, którzy mieli naprowadzać samoloty na ich strefy zrzutu. Kolejne szesnaście Albemarlesów podążyło za transportami przenoszących Pathfinders, transportując elementy 9. batalionu spadochronowego, kanadyjskiego 1. batalionu spadochronowego i kwaterę główną 3 Brygady Spadochronowej.
Trzydzieści minut później reszta transportowców z dywizją na pokładzie zaczęła startować. Siły uderzeniowe zostały podzielone na trzy fale. Pierwsza składała się z 239 transportowców Douglas C-47 Skytrain i Short Stirling, a także siedemnastu szybowców Horsa, przewożących większość 3 i 5 Brygady Spadochronowej oraz ich ciężki sprzęt. Siły te miały wylądować w wyznaczonych strefach zrzutu o godz. 00:50. Druga fala miała przybyć o 3:20 i składała się z 65 szybowców Horsa oraz czterech szybowców Hamilcar transportujących kwaterę główną dywizji oraz baterię przeciwpancerną. Ostatnia fala składała się z trzech szybowców Horsa przenoszących saperów i żołnierzy 9. batalionu spadochronowego, którzy mieli wylądować w okolicach baterii Merville o 4:30.

### Operacja Deadstick

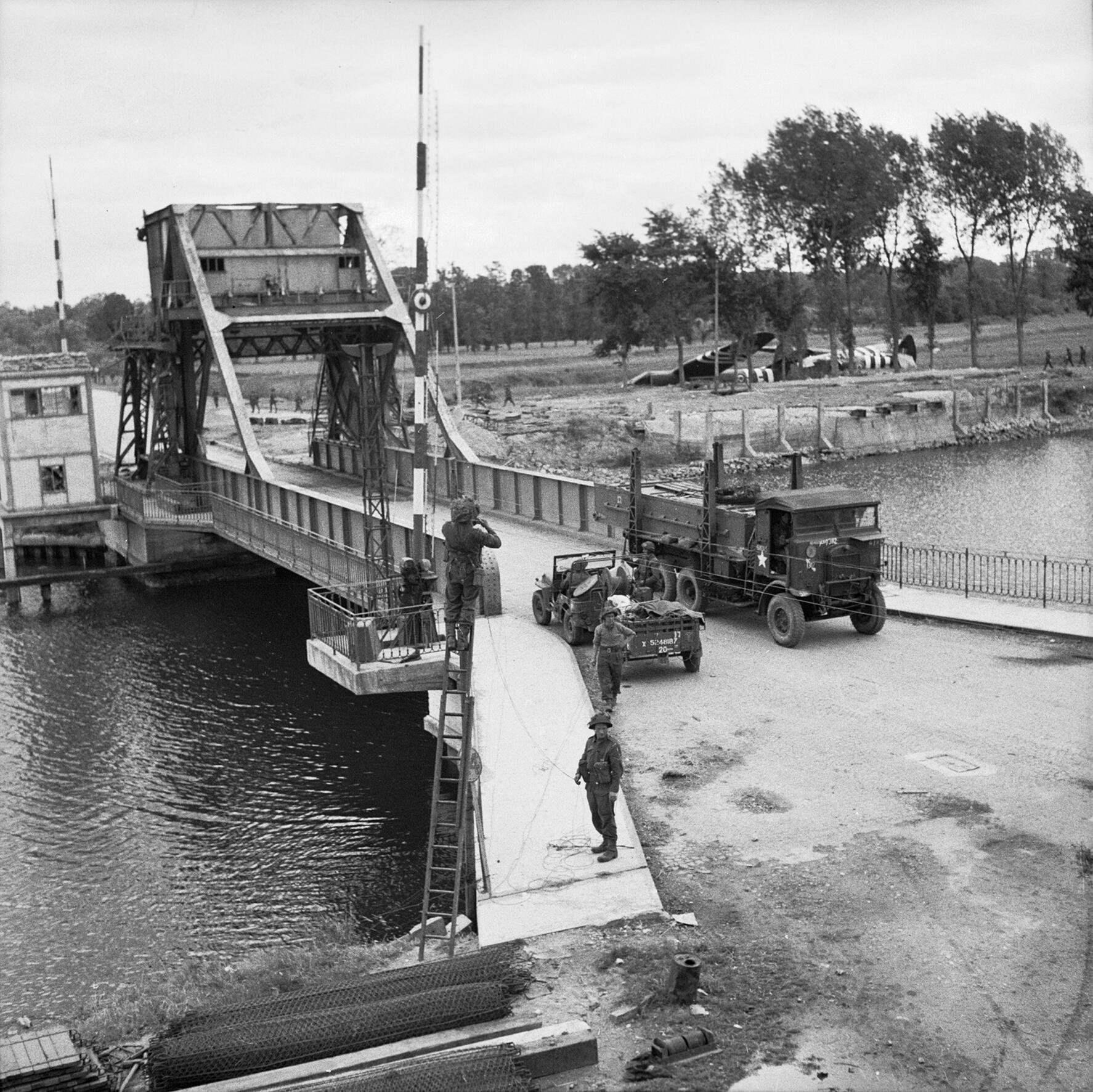
Most na Kanale Caen, czerwiec 1944 r.; później przemianowany na Most Pegaza na cześć mitycznego skrzydlatego konia widocznego na naszywkach mundurowych brytyjskich sił powietrznodesantowych

Pierwszą jednostką 6 Dywizji Powietrznodesantowej, która wylądowała w Normandii, była kompania mjr. Howarda przeznaczona do operacji Deadstick. Siły te wylądowały na sześciu szybowcach w ciągu pięciu minut (o godz. 00:15 do 00:20); trzy z nich usiadły w pobliżu mostu na Kanale Caen, a dwa w okolicach mostu na rzece Orne; ostatni szybowiec wylądował ok. 13 km dalej z powodu błędu nawigacyjnego. Po wylądowaniu, oddziały wyszły z ukrycia i zaatakowały niemieckie pozycje. Na moście nad Kanałem Caen Brytyjczycy szturmowali niemieckie stanowiska w okopach, zlikwidowali wartowników i wrzucili granaty do betonowego bunkra, w którym znajdował się detonator potrzebny do odpalenia ładunków wybuchowych na moście. Na przeprawie nad rzeką Orne gniazdo karabinu maszynowego zostało stłumione ogniem moździerzowym, co zakończyło zorganizowany opór. Oba mosty zostały zabezpieczone w ciągu piętnastu minut kosztem utraty jednego zabitego i dwóch rannych. Odkryto również, że mosty nie były zaminowane materiałami wybuchowymi, jak sądzono w czasie przygotowań do operacji.
Kiedy żołnierze Howarda czekali na lądowanie reszty dywizji i przybycie 7. batalionu spadochronowego w celu wzmocnienia ich pozycji, musieli odeprzeć kilka spontanicznych prób odbicia mostów przez Niemców. O 1:30 dwa niemieckie czołgi próbowały wjechać na most, ale zostały odparte poprzez zniszczenie jednego z nich pociskiem z granatnika PIAT.

### Pathfinders
Siły biorące udział w operacji Deadstick zostały wyprzedzone jedynie przez zespoły Pathfinders z 22. samodzielnej kompanii spadochronowej, których zadaniem było wyznaczenie stref zrzutu i stref lądowania dla reszty dywizji. Ze względu na duże zachmurzenie i błędy w nawigacji, tylko jeden zespół został zrzucony w odpowiednim miejscu. Samoloty przenoszące resztę wojsk musiały wykonać od dwóch do trzech okrążeń nad swoimi strefami zrzutu, zanim spadochroniarze wyskoczyli z samolotów. Pathfinders przypisani do Stefy Desantu N zostali zrzuceni w przypadkowym miejscu i przez trzydzieści minut nie udało im się dostać do właściwej strefy zrzutu. Jedna z drużyn przydzielonych do Strefy Lądowania K omyłkowo zeskoczyła na Strefę Lądowania N i nie zdając sobie sprawy z błędu, ustawiła radiolatarnię i światła obrysowe, które spowodowały, że pewna liczba spadochroniarzy wylądowała w niewłaściwej strefie zrzutu. Grupa Pathfinders przypisana do Strefy Lądowania K, dowodzona przez por. Boba Midwooda jako jedyna z pełnym sukcesem wykonała swoje zadnie. Natomiast najgorszy los spotkał zespół Pathfinders należący do 9. batalionu spadochronowego, wyznaczony do oznaczenia strefy zrzutu dla jednostki, której zadaniem było zniszczenie baterii w Merville. Grupa ta została całkowicie zniszczona przez bratobójczy ogień, gdy nalot ciężkich bombowców Avro Lancaster nie trafił w pozycje wroga, lecz zbombardował teren, na którym przebywał zespół.

### 5 Brygada Spadochronowa
Ze względu na błędy w oznaczaniu Strefy Lądowania N, 5 Brygada Spadochronowa bryg. Nigela Poetta została rozproszona i nieprawidłowo zrzucona. Jednostki wchodzące w skład 7. batalionu spadochronowego były tak bardzo rozproszone, że do godziny 3:00 nad ranem dowódca batalionu miał pod komendą tylko około 40 proc. żołnierzy batalionu, chociaż w ciągu dnia i nocy odnajdywało się coraz więcej ludzi. Spadochroniarze znaleźli stosunkowo niewiele pojemników z zapasami, co oznacza, że posiadali niewiele ciężkiej broni i zestawów radiowych. Jednak 7. batalionowi udało się spotkać z 2. batalionem Pułku Lekkiej Piechoty Oxfordshire and Buckinghamshire oraz ustanowić obronę przed niemieckimi kontratakami. Pierwsze zorganizowane reakcje Niemców na zdobycie mostów miały miejsce pomiędzy 5:00 a 7:00 rano i składały się z izolowanych oraz często nieskoordynowanych ataków czołgów, samochodów pancernych i piechoty, które nasilały się w ciągu dnia. O 10:00 samoloty Luftwaffe próbowały zniszczyć most na Kanale Caen. Samotna maszyna zrzuciła bombę o masie 450 kg, która nie detonowała. Ponadto dwie niemieckie kanonierki próbowały zaatakować most, lecz także zostały odparte.
W miarę upływu dnia 2. batalion 192 Pułku Grenadierów Pancernych kontratakował w rejonie Bénouville, próbując przedostać się na mosty. Siły z operacji Deadstick oraz wspierający ich 7. batalion spadochronowy utrzymały swoje pozycję, niszcząc lub uszkadzając 13 z 17 czołgów biorących udział w ataku. Wojska brytyjskie ruszyły potem do Bénouville i wybiły zajmujących miasto Niemców, idąc od domu do domu. Do południa większość zaginionych żołnierzy z 7. batalionu spadochronowego dotarła do mostów. Pomimo uporczywości niemieckich kontrataków, batalion i siły z operacji Deadstick były w stanie utrzymać mosty do 19:00, kiedy przybyła szpica brytyjskiej 3 Dywizji Piechoty, która wylądowała rano na plaży Sword i zaczęła przejmować pozycje żołnierzy wojsk powietrznodesantowych. Proces ten zakończył się ok. godz. 1:00 7 czerwca.

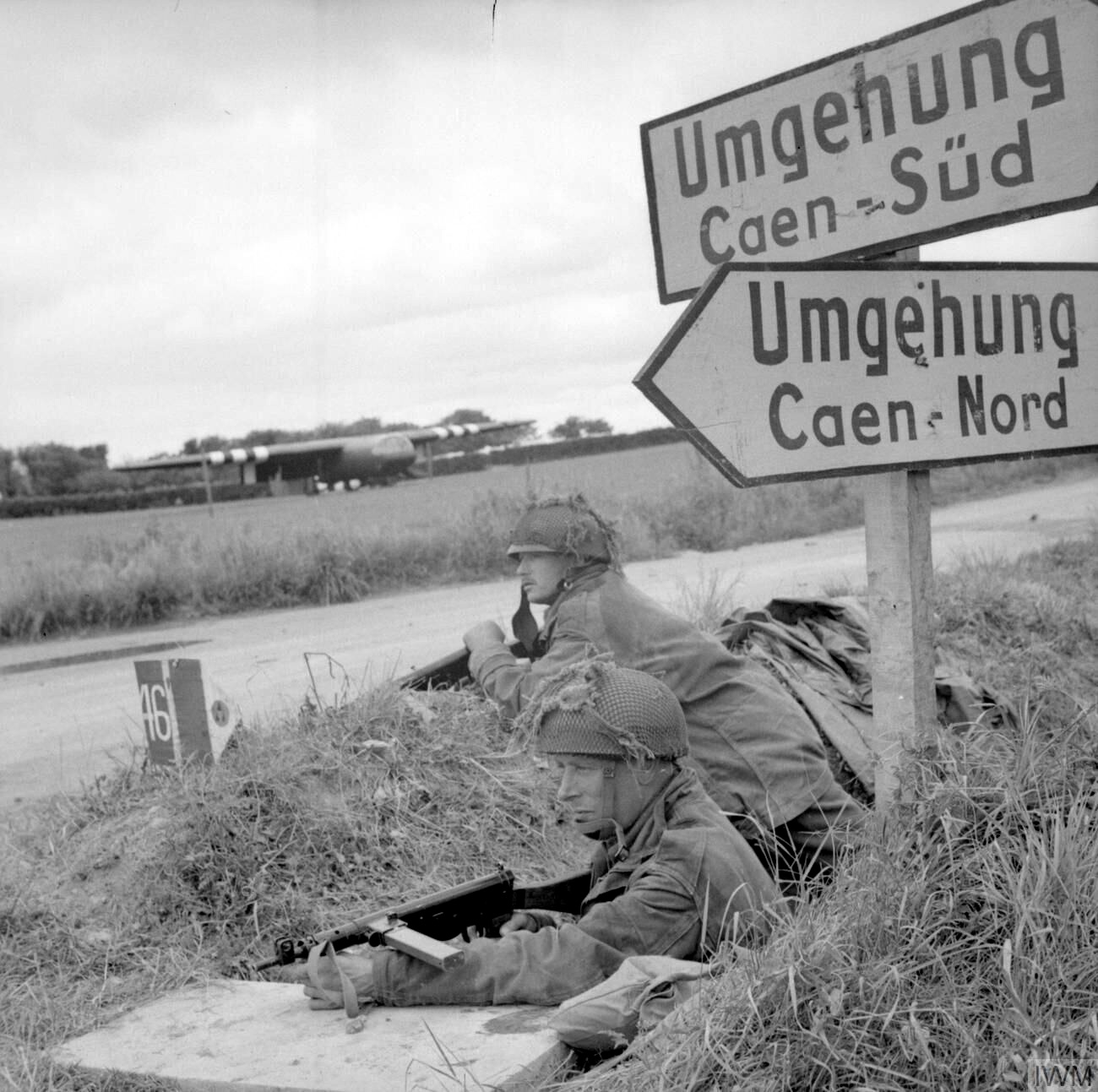
Spadochroniarze pilnujący skrzyżowania w pobliżu Ranville

Pozostałe dwa bataliony brygady, 12. i 13., również zostały bardzo rozproszone po swoim zrzucie o godz. 00:50. Gdy obie jednostki dotarły punktów spotkania, żadna z nich nie miała więcej niż 60 proc. swojej etatowej siły, chociaż małe grupy spadochroniarzy dołączały do batalionów w ciągu dnia. Oba bataliony miały za zadanie zabezpieczyć obszar wokół Strefy Lądowania N i dwóch mostów zdobytych podczas operacji Deadstick, zadanie to było znacznie trudniejsze, ponieważ jednostki rozproszono po całym obszarze. Misja 12. batalionu spadochronowego polegała na zabezpieczeniu wioski De Bas de Ranville, co zrobiła do godziny 4:00. 13. batalion spadochronowy miał przejąć miasto Ranville, które osiągnął mniej więcej w tym samym czasie, choć napotykał znacznie cięższy opór. Jedna kompania z 13. batalionu spadochronowego została oddelegowana, aby pozostać w strefie zrzutu batalionu i zapewnić ochronę kompanii saperów. Ta ostatnia miała zwalić słupy i rozbroić ładunki wybuchowe znajdujące się w okolicy, aby kwatera główna 6 Dywizji Powietrznodesantowej mogła bezpiecznie wylądować. Dwa bataliony utrzymywały swoje obszary odpowiedzialności, dopóki nie zluzowały ich siły lądowe zbliżające się z plaż. 12. batalion spadochronowy został ostrzelany przez moździerze i artylerię oraz odparł dwa niemieckie kontrataki 125 Pułku Grenadierów Pancernych. Pierwszy z nich został odparty po zniszczeniu czołgu i wzięciu kilku jeńców, a drugi dzięki wyładowanej z szybowca artylerii przeciwpancernej.

### 3 Brygada Spadochronowa
3 Brygada Spadochronowa bryg. Jamesa Hilla, przypisana do Strefy Lądowania K, zaczęła lądować w tym samym czasie, co główne elementy 5 Brygady Spadochronowej i borykała się z podobnymi problemami. Wszystkie jej jednostki składowe zostały rozproszone na dużym obszarze z powodu błędów w nawigacji, dużego zachmurzenia i niepoprawnie oznaczonych przez Pathfinders kilku stref zrzutu.
8. batalion spadochronowy, którego zadaniem było zniszczenie dwóch mostów w pobliżu Bures i trzeciego w Troarn, został bardzo rozproszony, a pewna liczba jego spadochroniarzy wylądowała w rejonie operacyjnym 5 Brygady Spadochronowej. Gdy jego dowódca, bryg. Alastair Pearson przybył do punktu zbiórki batalionu o 1:20, zastał tam tylko trzydziestu spadochroniarzy i małą grupę saperów z jeepem i przyczepą. Do 3:30 liczba ta wzrosła do nieco ponad 140 spadochroniarzy, ale wciąż nie było wystarczającej ilości saperów, aby wysadzić wszystkie trzy mosty. Dlatego Pearson postanowił wysłać niewielki oddział, aby zburzył przeprawy w Bures i poprowadzić resztę batalionu do skrzyżowania na północ od Troarn, gdzie poczekałby na kolejne posiłki przed realizacją zadania. Żołnierze wysłani do Bures odkryli, że oba mosty zostały już wysadzone przez inną grupę saperów, która dotarła tam kilka godzin wcześniej i w ten sposób dołączyła ona do batalionu pod Troarn, który teraz powiększył się o kolejnych pięćdziesięciu ludzi. Grupa zwiadowcza i grupa saperów została następnie wysłana do Troarn, aby sprawdzić stan tamtejszego mostu. Oddziały te znalazły się pod ostrzałem z zajmowanego przez Niemców domu w pobliżu mostu. Po krótkiej wymianie ognia spadochroniarze wzięli do niewoli wielu Niemców z 21 Dywizji Pancernej. Siły powietrznodesantowe podeszły następnie do mostu, który, jak się okazało, został już wcześniej uszkodzony. Kiedy saperzy pogłębili uszkodzenia mostu, używając swoich materiałów wybuchowych, siły zwiadowcze wycofały się z powrotem do reszty batalionu na skrzyżowaniu. Po osiągnięciu celu batalion przesunął się na północ i zajął pozycje w pobliżu Le Mesnil, aby poszerzyć przyczółek utworzony przez dywizję.

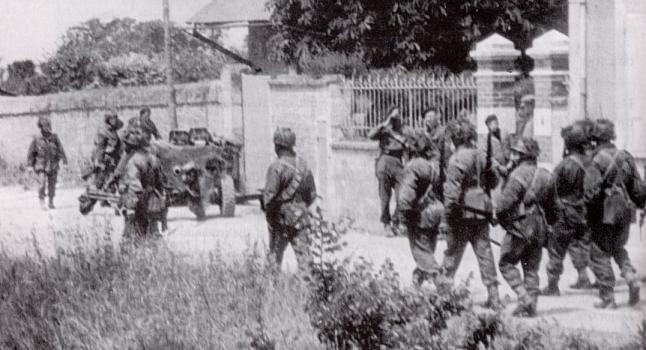
Spadochroniarze 3 Brygady Spadochronowej

Kanadyjskiemu 1 batalionowi spadochronowemu przydzielono, jako główne zadanie, wysadzenie dwóch mostów: jednego w Varaville i drugiego w Robehomme. Podobnie jak reszta jednostek dywizji, batalion został rozproszony po całym obszarze operacyjnym. Jedna grupa spadochroniarzy wylądowała 16 km od swojej strefy zrzutu, a inna w niewielkiej odległości od plaż inwazyjnych. Wiele żołnierzy zrzucono na zalane obszary wokół Varaville i kilkoro z nich utonęło pod ciężarem sprzętu. Grupa żołnierzy ruszyła w kierunku mostu Robehomme, spotykając i gromadząc po drodze kilka innych grup spadochroniarzy i saperów, po czym dotarła do mostu, który był nietknięty. Do 3:00 nad ranem saperzy, których zadaniem było zburzenie przeprawy, nie dotarli, więc spadochroniarze zebrali niewielką ilość indywidualnych materiałów wybuchowych i za ich pomocą uszkodzili most. Saperzy w końcu przybyli o 6:00 rano i dokończyli niszczenie mostu pod osłoną spadochroniarzy.
Tymczasem inna kompania próbowała pokonać garnizon w Varaville i zniszczyć pozycje broni ciężkiej, zburzyć most nad rzeką Divette, a także zniszczyć nadajnik radiowy. Jednak jednostka ta była poważnie osłabiona po niecelnych zrzutach, mając do dyspozycji tylko małą część z etatowych 100 żołnierzy. Mała grupa, prowadzona przez dowódcę kompanii, zaatakowała umocnienia pod Varaville, które obsadziło dziewięćdziesięciu sześciu Niemców, wspieranych przez kilka gniazd karabinów maszynowych i artylerię. Szturm spowodował wiele strat wśród sił kanadyjskich, zginął dowódca kompanii, a impas trwał do godziny 10:00, kiedy garnizon wroga poddał się po ciężkim ostrzale moździerzem. Spadochroniarze zostali następnie zluzowani przez brytyjskich komandosów z 1 Brygady SAS.

### Bitwa o baterię w Merville

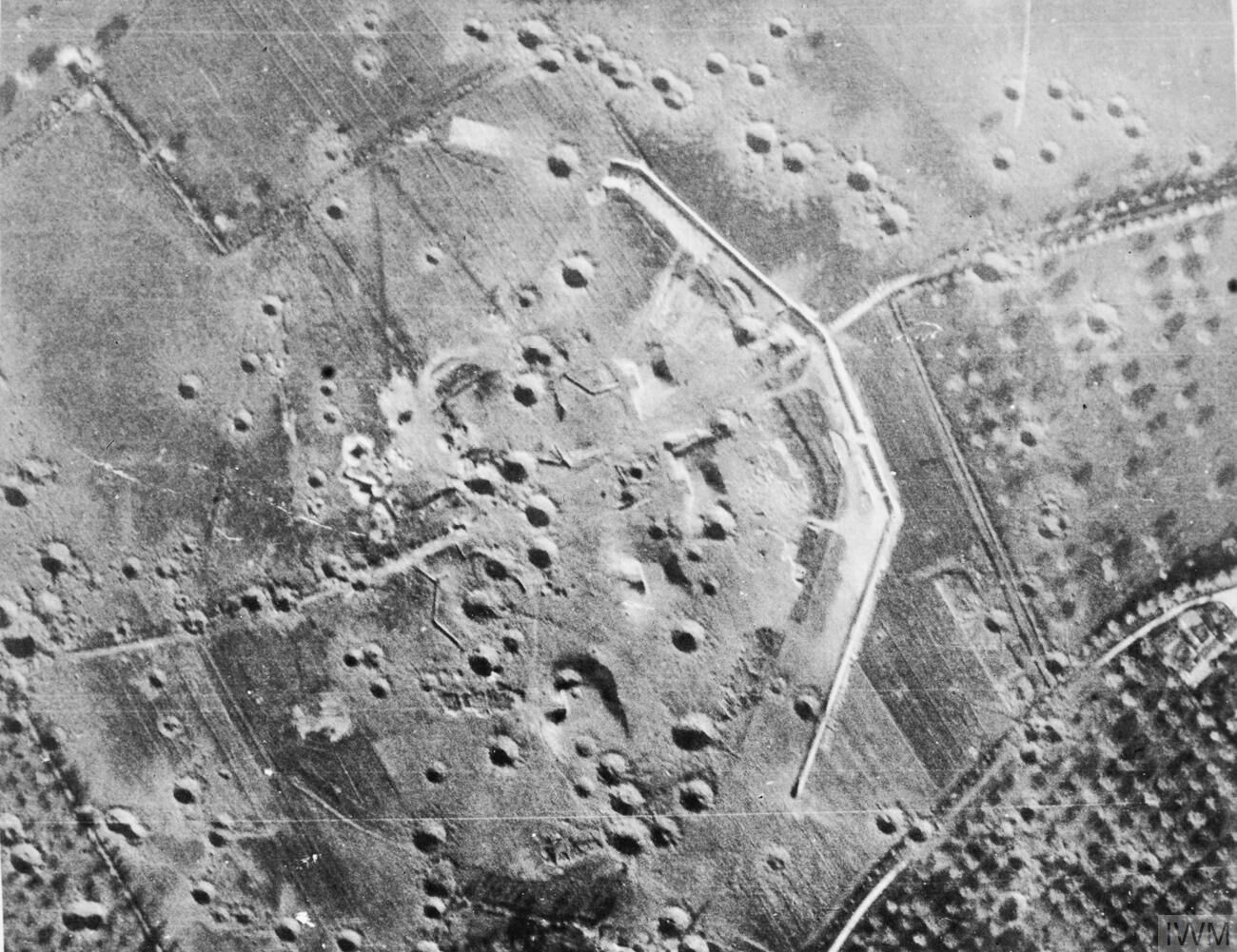
Widok z lotu ptaka na baterię artyleryjską w Merville po bombardowaniu lotniczym w maju 1944 r.

9. batalionowi spadochronowemu 3 Brygady Spadochronowej przydzielono szereg celów: zniszczenie baterii artyleryjskiej w Merville, zajęcie wioski Le Plein, zablokowanie dróg prowadzących do tej wioski i zajęcie kwatery dowodzenia Kriegsmarine w Sallenelles w pobliżu rzeki Orne. Batalion został jednak rozrzucony po całym obszarze, a wielu spadochroniarzy wylądowało w znacznej odległości od wyznaczonej strefy zrzutu. Ppłk Terence Otway, dowódca batalionu, wylądował z resztą swojej grupy 370 m od strefy zrzutu w wiejskim domu wykorzystywanym jako stanowisko dowodzenia przez niemiecki batalion. Po gwałtownej walce na krótkim dystansie i udzieleniu pomocy innym rozproszonym spadochroniarzom, Otway przybył do strefy zrzutu o 1:30. Do 2:35 zgromadziło się tylko 110 spadochroniarzy z jednym karabinem maszynowym i niewielką liczbą rur Bangalore. Było to znaczące utrudnienie dla batalionu, ponieważ plan ataku na baterię artyleryjską opierał się na obecności całego batalionu z licznymi saperami, a także z dużą ilością ciężkiego sprzętu. Pamiętając o ścisłym rozkazie, że bateria ma zostać zniszczona nie później niż o 5:30, Otway uznał, że nie może dłużej czekać na przybycie kolejnych ludzi i wyruszył na baterię ze 150 spadochroniarzami (po przybyciu kolejnej małej grupy maruderów o 2:45).
Batalion dotarł do baterii o 4:00. Połączył się z ocalałymi z grupy Pathfinders, którzy wcześniej padli ofiarą brytyjskiego bombardowania i zaczął przygotowywać się do ataku, podczas gdy ocalali Pathfinders wyznaczyli obszary nieprzyjacielskich umocnień, w których należało umieścić rury Bangalore. Batalion został podzielony na cztery grupy uderzeniowe, po jednej dla każdej z kazamat baterii i były one gotowe do akcji o 4:30, kiedy szybowce przenoszące saperów przeleciały nad baterią.
Z trzech szybowców przydzielonych do operacji tylko dwa przybyły do Normandii; jeden musiał przerwać lot i wrócić do Anglii. Pozostałe dwa zostały uszkodzone ogniem przeciwlotniczym podczas drogi do celu. Jeden wylądował około 3,2 km dalej, a drugi na skraju pola minowego otaczającego baterię. Oddziały z tego szybowca zaangażowały się w spontaniczną wymianę ognia z niemieckimi oddziałami zmierzającymi jako wzmocnienie garnizonu baterii. Ppłk Otway rozpoczął atak, gdy tylko pierwszy szybowiec przeleciał nad baterią, nakazując detonację materiałów wybuchowych, aby utworzyć dwie ścieżki przez zewnętrzny obwód zasieków i pola minowe, przez który zaatakowali spadochroniarze. Obrońcy zostali zaalarmowani eksplozjami i otworzyli ogień, zadając atakującym ciężkie straty. Tylko czterech żołnierzy przydzielonych do ataku na kazamatę nr 4 przeżyło wystarczająco długo, aby do niej dotrzeć, po czym unieszkodliwili oni stanowisko, strzelając przez otwory strzelnicze i wrzucając do środka granaty. Pozostałe kazamaty zostały oczyszczone przy użyciu granatów odłamkowych i granatów z białym fosforem, ponieważ niemieckie załogi nie domknęły żelaznych drzwi bunkrów. Spadochroniarze wzięli kilku jeńców, a następnie przygotowali materiały wybuchowe, aby wysadzić działa w powietrze. Odkryto, że wyposażenie baterii nie składało się z nowoczesnych dział kalibru 150 mm, jak przypuszczano, ale starych czechosłowackich haubic polowych 100 mm. Spadochroniarze zrobili wszystko, co w ich mocy, używając bomb Gammona do zniszczenia jednego działa i próby unieszkodliwienia pozostałych. Działania te okazały się nie do końca skuteczne, ponieważ co najmniej jedna haubica została użyta, gdy Niemcy ponownie zajęli baterię. Po zakończeniu ataku spadochroniarze zebrali niemieckich jeńców i rannych, po czym wycofali się, nie chcąc pozostawać dłużej przy baterii. Batalion nie posiadał żadnego radia, a obawiano się, że nie otrzymawszy informacji o losie baterii do 5:30, lekki krążownik HMS Arethusa zacznie do niej strzelać z artylerii okrętowej, co mogło spowodować kolejne ofiary od bratobójczego ostrzału.
Spadochroniarze osiągnęli swój główny cel, ale ogromnym kosztem – 50 zabitych i 25 rannych; wskaźnik strat wyniósł dokładnie 50 proc. Następnie batalion zaatakował Le Plein, zabezpieczając wioskę i wypierając niemiecki garnizon o sile plutonu. Ci, którzy przeżyli, przeszli na odpoczynek do zaplanowanego punktu spotkania o 5:30; batalion był zbyt przetrzebiony, by wykonać swoje pozostałe cele.

### Kwatera główna dywizji, operacja Mallard i koniec dnia

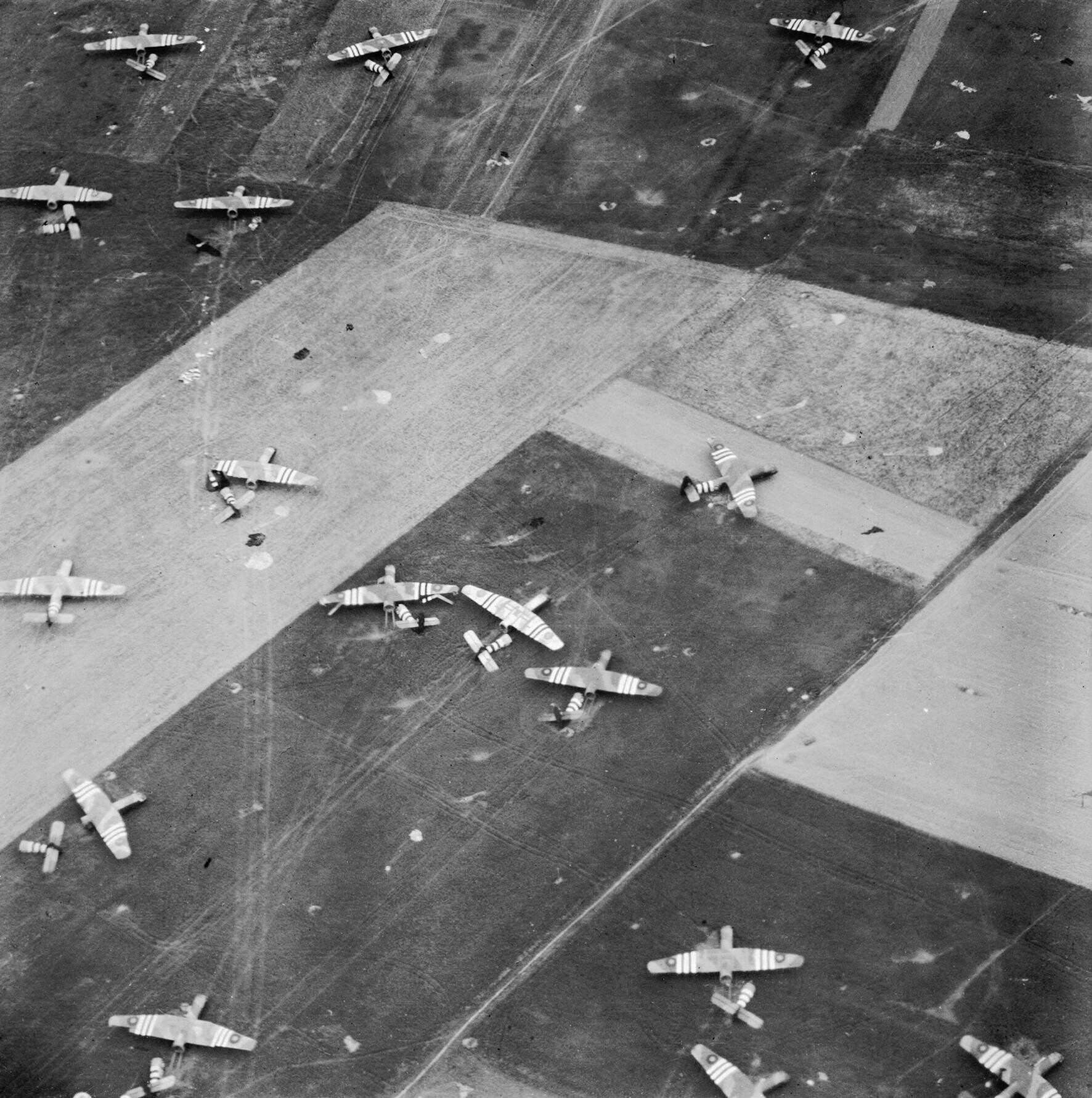
Szybowce Horsa w pobliżu Strefy Lądowania N

O godz. 3:35 kwatera główna 6 Dywizji Powietrznodesantowej wylądowała szybowcem w strefie lądowania oczyszczonej przez saperów. Tylko kilka szybowców nie odnalazło wyznaczonego lądowiska z powodu złej pogody i błędów nawigacyjnych. Po zebraniu personelu sztabu i towarzyszących mu oddziałów wojsk powietrznodesantowych, kwatera główna została przeniesiona do rejonu Le Bas de Ranville. Nawiązano kontakt z dowództwem 5 Brygady Spadochronowej o 5:00 oraz z dowództwem 3 Brygady Spadochronowej o 12:35, a także połączono się z 1 Brygadą SAS zbliżającą się z plaż inwazyjnych o 13:53.
O 21:00 rozpoczęła się operacja Mallard. Była to ostatnia fala desantu 6 Dywizji Powietrznodesantowej, obejmująca 6 Brygadę Powietrznodesantową i inne jednostki transportowane za pomocą 220 szybowców Horsa i Hamilcar. Szybowce dotarły do strefy lądowania, lądując pod ciężkim ostrzałem z broni ręcznej i moździerzowej z pobliskich pozycji niemieckich. Straty były jednak niewielkie i w ciągu dziewięćdziesięciu minut oddziały szybowcowe zgromadziły się w punktach spotkania. Do północy 7 czerwca cała 6 Dywizja Powietrznodesantowa została w pełni rozmieszczona na wschodniej flance obszaru inwazji (z wyjątkiem 12. batalionu z Pułku Devonshire, części 6 Brygady Powietrznodesantowej, który miał przybyć drogą morską 7 czerwca).

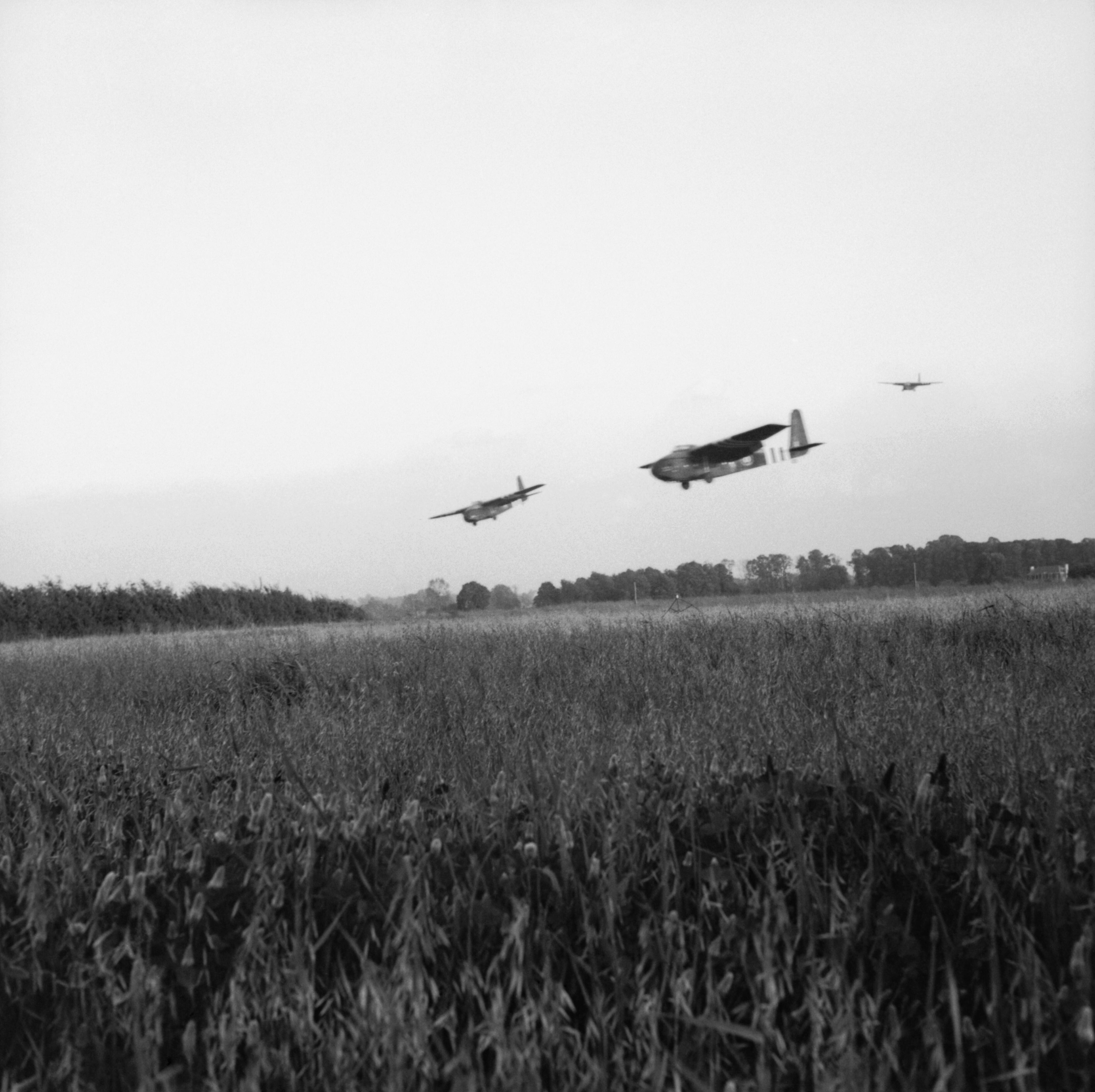
Szybowce Hamilcar z 6 Brygady Powietrznodesantowej przybywają do Strefy Lądowania N, z czołgami lekkimi Tetrarch Mk VII na pokładzie

Dywizja zakończyła dzień inwazji z 3 Brygadą Spadochronową zajmującą odcinek frontu o długości 6,4 km, 9. batalionem spadochronowym w Le Plein, kanadyjskim 1. batalionem spadochronowym w Les Mesneil i 8. batalionem spadochronowym w południowej części Bois de Bavent. 12. batalion spadochronowy z 5 Brygady Spadochronowej zajmował Le Bas de Ranville, a 13. batalion spadochronowy z tej brygady – Ranville, a 7. batalion spadochronowy został przeniesiony do rezerwy. 6 Brygada Powietrznodesantowa była gotowa zaangażować swoje dwa bataliony, aby poszerzyć przyczółek. 1 Brygada SAS, która tymczasowo przeszła pod dowództwo dywizji, utrzymywała wioski na północ i północny wschód od Strefy Lądowania N.

## Następstwa

### Analiza
Operacja Tonga zakończyła się sukcesem, a wszystkie zadania przydzielone 6 Dywizji Powietrznodesantowej zostały zrealizowane w terminach nałożonych na poszczególne pododdziały dywizji. Cele osiągnięto pomimo poważnych problemów spowodowanych przez niecelne zrzuty spadochroniarzy i rozdrobnienie sił na skutek złej pogody i błędów nawigacyjnych. Problemy te nie ominęły również piechoty szybowcowej, a 10 z 85 szybowców przydzielonych do dywizji lądowało w odległości większej niż 3,2 km od ich stref lądowania. Jednak niezamierzonym, ale korzystnym skutkiem rozproszonych zrzutów była dezorientacja Niemców co do obszaru i zasięgu strefy alianckiej inwazji.

### Straty
6 Dywizja Powietrznodesantowa poniosła łącznie 800 ofiar w dniach 5–7 czerwca, spośród 8500 żołnierzy przeznaczonych do wykonania zadań. Straty niemieckie szacuje się na 400 zabitych, a kolejnych 400 zostało wziętych do niewoli. Ponadto czternaście czołgów zniszczono podczas kontrataków w rejonie mostów na rzece Orne i Kanale Caen. Inną stratą było uszkodzenie jednej kanonierki na Kanale Caen.

### Późniejsze działania

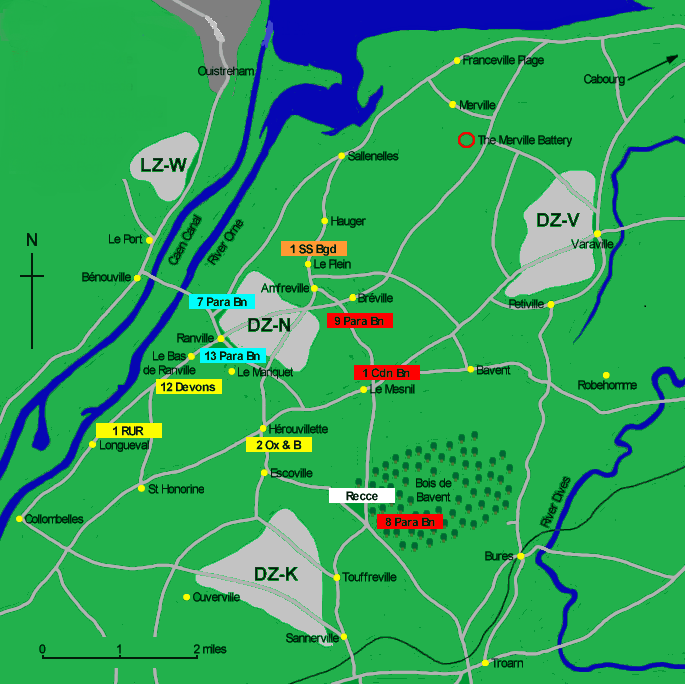
Pozycje 6 Dywizji Powietrznodesantowej, czerwiec 1944

Pomiędzy 7 a 10 czerwca 6 Dywizja Powietrznodesantowa odpierała liczne niemieckie kontrataki. Jednostka zachowała kontrolę nad obszarem między rzekami Orne i Dives do 14 czerwca, kiedy 51 Dywizja Piechoty Highland przejęła południową część przyczółka Orne.
10 czerwca podjęto decyzję o poszerzeniu przyczółka na wschód od rzeki Orne, co przypadło w udziale 6 Dywizji Powietrznodesantowej. Jednostkę uznano jednak za niewystarczająco silną, aby osiągnęła swój cel, dlatego 3 Brygada Spadochronowa została wzmocniona 5. batalionem Black Watch. 11 czerwca 5. batalion rozpoczął atak na miasto Bréville-les-Monts, ale spotkał się z wyjątkowo silnym oporem i został odparty, ponosząc wiele ofiar. Następnego dnia cały front 3 Brygady Spadochronowej został poddany gwałtownemu ostrzałowi artyleryjskiemu oraz atakom niemieckich czołgów i piechoty, przy czym nieprzyjaciel szczególnie koncentrował się na pozycjach 9. batalionu spadochronowego. Zarówno 9. batalion, jak i resztki Black Watch broniły Chateau Saint Come, ale stopniowo były zmuszane do wycofania się. Po tym, jak płk Otway oświadczył, że jego batalion nie będzie w stanie dłużej utrzymać swojej pozycji, bryg. Hill zgromadził grupę spadochroniarzy z kanadyjskiego 1. batalionu spadochronowego i wyprowadził kontratak, który zmusił Niemców do odstąpienia od działań ofensywnych.
W następnych tygodniach 6 Dywizja Powietrznodesantowa została wzmocniona przez Królewską Niderlandzką Zmotoryzowaną Brygadę Piechoty i 1 Belgijską Brygadę Piechoty. 7 sierpnia, po okresie wojny pozycyjnej, dywizja rozpoczęła przygotowania do operacji ofensywnych. W nocy z 16 na 17 sierpnia jednostka uderzyła na umocnione niemieckie pozycje. Natarcie trwało do 26 sierpnia, kiedy dywizja osiągnęła swój cel – ujście Sekwany. W ciągu dziewięciu dni walki pokonała 74 km, pomimo że, jak to ujął gen. Gale, jednostki piechoty spadochronowej i szybowcowe są „niezbyt odpowiednio wyposażone do szybkiego pościgu”. Postępy 6 Dywizji Powietrznodesantowej zaowocowały wyzwoleniem obszaru 1 tys. km kw. okupowanej przez Niemców Francji i wzięciem do niewoli ponad 1 tys. niemieckich żołnierzy.
Od 6 czerwca do 26 sierpnia liczba ofiar dywizji wyniosła 4457 żołnierzy, z czego 821 zostało zabitych, 2709 rannych, a 927 zaginęło. Jednostka została ostatecznie wycofana z linii frontu 27 sierpnia i wróciła do Anglii na początku września.